# Donestech
Donestech es un colectivo que investiga e interviene en el campo de las mujeres y las nuevas tecnologías. Nació en Barcelona en 2006 y se ha convertido en clave para entender la investigación y acción ciberfeminista, sobre todo en el mundo latino, feminista y en los entornos activistas.
Desde Donestech se han realizado diversas investigaciones sobre las mujeres en las tecnologías y han sido pioneras en la investigación-acción ciberfeminista en Cataluña y el resto del estado español. Entre ellas han investigado los procesos de inclusión de las mujeres en las TIC y, específicamente, a las tecnólogas artísticas y a las mujeres hackers. También se han dedicado a la producción audiovisual y el desarrollo de visualizaciones informáticas sobre las relaciones de las mujeres y las TIC. Finalmente, trabajan intensamente en actividades formativas y han elaborado diversos materiales didácticos, guías y kits sobre género y nuevas tecnologías.
Donestech también ha colaborado con diversas entidades y colectivos e incluso ha participado en festivales, conferencias y congresos para difundir y visibilizar las experiencias de las mujeres con las tecnologías.